# تی‌ان‌کی-بی‌پی

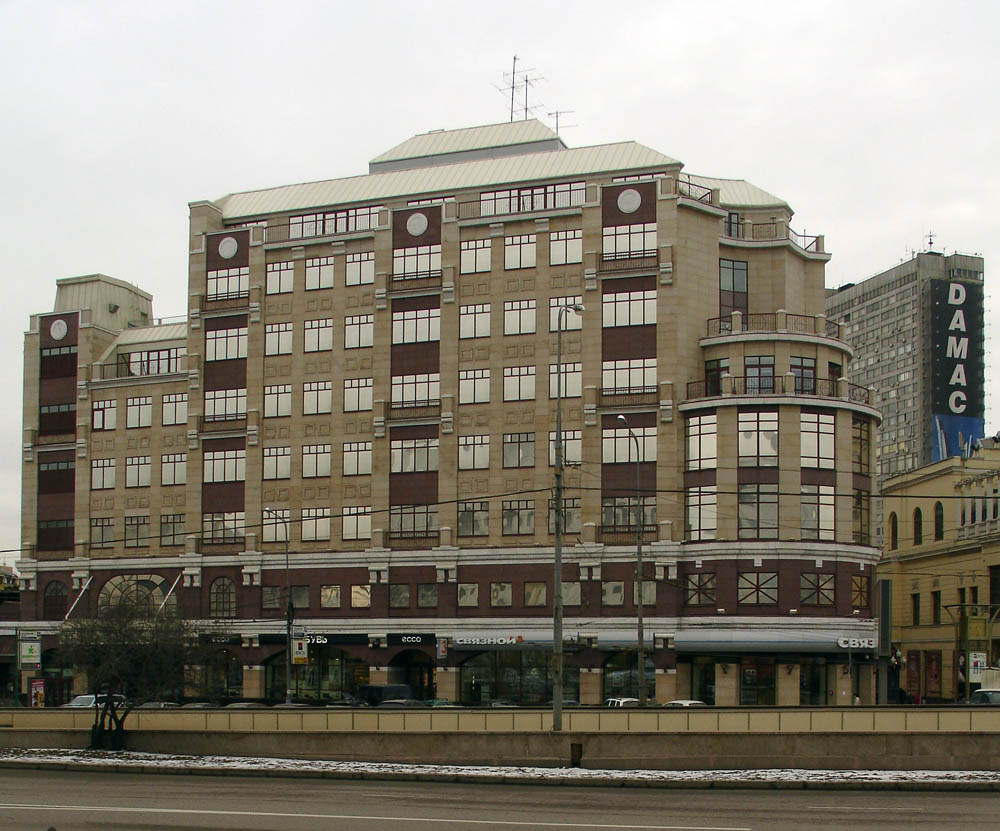
دفتر مرکزی شرکت تی‌ان‌کی-بی‌پی، در مسکو

تی‌ان‌کی-بی‌پی (به انگلیسی: TNK-BP) شرکت نفت روسی است، که دفتر مرکزی آن در شهر مسکو قرار دارد. این شرکت سومین تولید کننده نفت روسیه است و در فهرست ده شرکت بزرگ نفتی جهان قرار دارد.
شرکت تی‌ان‌کی-بی‌پی از نظر میزان ذخایر و تولید نفت خام نیز به‌عنوان سومین شرکت نفتی روسیه محسوب می‌شود. این شرکت با سرمایه‌گذاری مشترک شرکت بی‌پی و گروه آلفا راه‌اندازی شد. شرکت بریتانیایی بی‌پی، مالک ۵۰٪ از سهام این شرکت بود و ۵۰٪ دیگر آن نیز در اختیار کنسرسیوم گروه آلفا بود، که توسط گروهی از بازرگانان روسی که در صدر آن‌ها جرمن خان قرار داشت تشکیل شد. در سال ۲۰۱۳ شرکت روس‌نفت سهام شرکت بی‌پی را در تی‌ان‌کی-بی‌پی خریداری کرد و هم‌اکنون مالک نیمی از سهام آن می‌باشد.

## تاریخچه
در سال ۲۰۰۳ سرمایه‌اولیه شرکت تی‌ان‌کی-بی‌پی از طریق سرمایه‌گذاری مشترک، شرکت بی‌پی و گروه آلفا تأمین شد و این کمپانی در تاریخ ۱ سپتامبر ۲۰۰۳ تأسیس گردید.
سپس از طریق خریداری و جمع‌آوری منابع عملیاتی و دارایی‌های شرکت نفتی «اسلاونفت»، شرکت تی‌ان‌کی-بی‌پی توسعه یافت. در آغاز، حوزه عملیاتی این شرکت منابع نفت و گاز دو کشور روسیه و اوکراین تعیین شد.
تی‌ان‌کی-بی‌پی در سال ۲۰۰۳ و در اولین سال فعالیت در صنعت نفت و گاز، معادل ۲٬۷ $ میلیارد دلار سود خالص کسب نمود، که این رقم، در سال ۲۰۰۹، به ۵٬۳ $ میلیارد دلار افزایش یافت.

## مدیریت ارشد
هیئت مدیره شرکت تی‌ان‌کی-بی‌پی، از ۱۱ مدیر تشکیل شده‌است، که از ۴ نماینده کمپانی بی‌پی ۴ نماینده، از کنسرسیوم آلفا و ۳ مدیر مستقل تشکیل می‌شود. درحال‌حاضر، «میخائیل فریمن» از کنسرسیوم آلفا، رئیس هیئت مدیره و «جورج رابرتسون» از بی‌پی، نایب رئیس هیئت مدیره این شرکت، می‌باشند.
در ماه ژوئن سال ۲۰۱۰ «ماکسیم بارسکی»، رئیس سابق بخش استراتژی این کمپانی، به عنوان «معاون مدیرعامل» منصوب شد. وی در سال ۲۰۱۱ مدیرعامل شرکت تی‌ان‌کی-بی‌پی شد.

## فعالیت‌ها

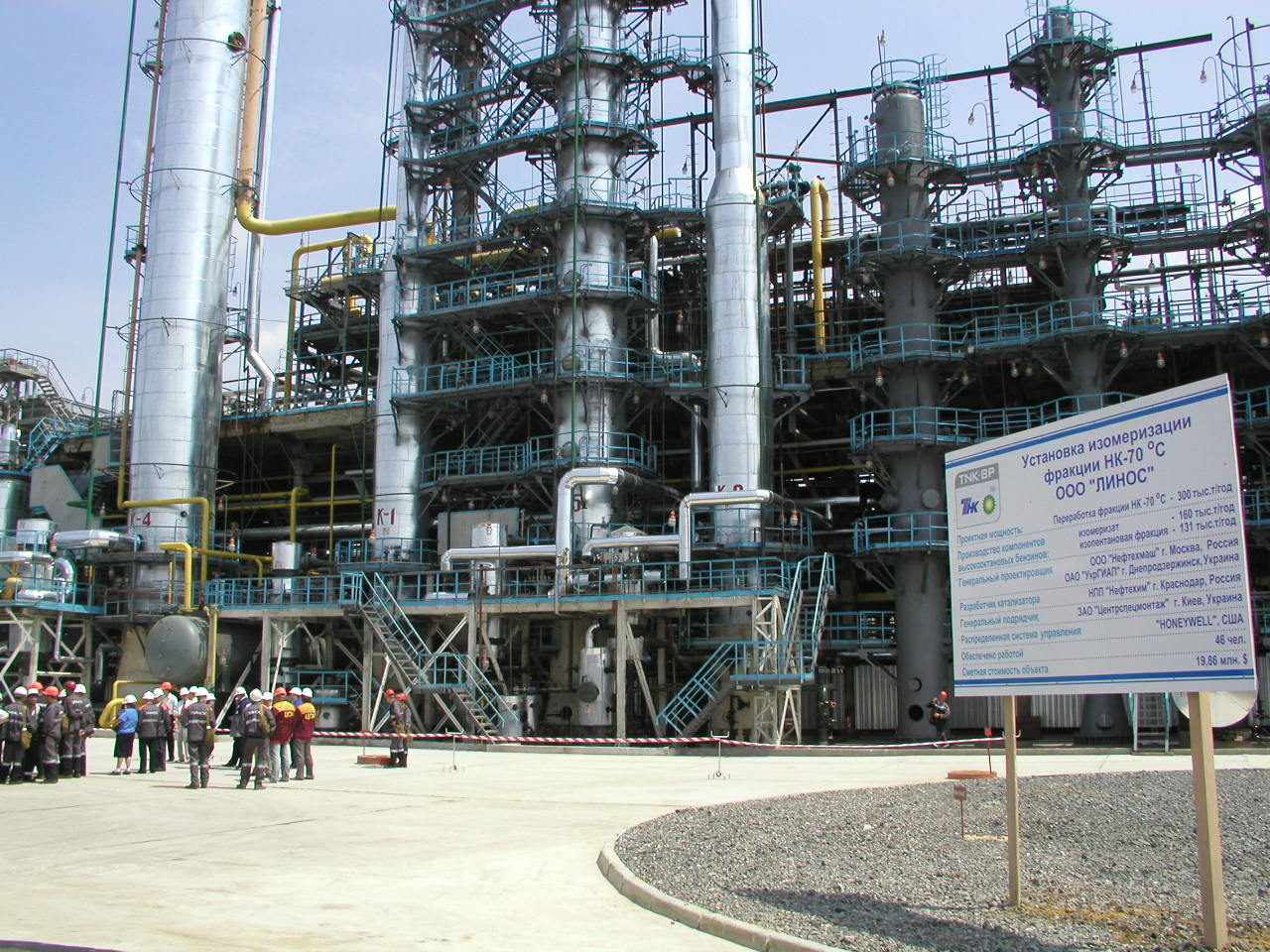
پالایشگاه لیسیچانسک در شهر لیسیچانسک، اوکراین

حوزه عملیاتی کمپانی تی‌ان‌کی-بی‌پی، از سبدی متنوع، از فعالیت‌های بخش بالادستی صنعت نفت و همچنین بخش پایین‌دستی این صنعت، تشکیل شده‌است، که در روسیه و اوکراین مرکزیت دارد.

### بخش بالادستی
عملیات بالادستی تی‌ان‌کی-بی‌پی، در درجه اول در سیبری و منطقه ولگا اورال واقع شده‌است.
در سال ۲۰۰۹ بخش بالادستی این شرکت، به‌طور متوسط، روزانه معادل ۱٬۶۹ میلیون بشکه نفت خام تولید کرده‌است.

### بخش پایین‌دستی
بخش پایین‌دست شرکت تی‌ان‌کی-بی‌پی، ظرفیت پالایشی معادل ۶۷۵ هزار بشکه در روز را دارا می‌باشد.
پالایشگاه‌های اصلی این شرکت، در شهرهای: ریازان، ساراتوف، نیجنوارتوفس و لیسیچانسک قرار دارند.

### جایگاه‌های پمپ بنزین
شرکت تی‌ان‌کی-بی‌پی، دارای ۱۴۰۰ جایگاه پمپ بنزین، در کشورهای روسیه و اوکراین است. این جایگاه‌ها، تحت نام‌های تجاری بی‌پی و تی‌ان‌کی فعالیت می‌کنند.
این شرکت، یکی از تأمین‌کنندگان اصلی بنزین، در روسیه بوده، همچنین به عنوان بزرگ‌ترین توزیع‌کننده بنزین، در کشور اوکراین شناخته می‌شود.